# Найделл, Индиана
Индиана (Инди) Найделл (28 сентября 1967, Пенсильвания, Соединённые Штаты Америки) — американский и шведский историк, актёр озвучивания,  шоураннер, видеоблогер, наиболее известный как ведущий YouTube проекта «The Great War» («Великая Война») о Первой мировой войне, «World War Two» («Вторая Мировая Война») и «The Korean War by Indy Neidell» («Корейская война с Инди Найделлом») о войне 1950 года в Корее.

## Ранние годы
Родился в Пенсильвании, в возрасте 9 месяцев переехал в Хьюстон, штат Техас. Школьное образование получал в школе святого Иоанна. Будучи подростком работал в продуктовом магазине Lewis & Coker. Окончив школу в 1985 году, четыре года изучал историю в Уэслианском университете.
Во время эпизода «Вторая Мировая Война» Найделл заявил, что его мать, Джой, родилась в Египте в 1940 году в семье его деда Бэзила. Бэзил был родом из Великобритании и со временем переехал в Египет, работая в египетском министерстве образования. Позже он стал суперинтендантом школ в Британском доминионе Египта. Во время Второй мировой войны он вступил в ряды Королевских военно-воздушных сил. В какой-то момент после войны он стал секретарем Международной федерации тенниса на газоне.

## Карьера
Получив высшее образование, некоторое время жил и работал в Нью-Йорке, а в 1993 году переехал в шведский Стокгольм и там начал заниматься озвучиванием. До 2014 года он был известен в основном как актёр озвучивания рекламных роликов в Европе, видеоигр и мультфильмов. Наиболее известными работами в этой области являются компьютерная игра Star Wars: Battlefront II и анимационная лента Метропия.
В 2013 году пришел на YouTube, открыв канал «Sunday Baseball» («Воскресный Бейсбол»), на котором он освещал историю этого вида спорта и рассказывал о самых известных бейсболистах. Этот канал не набрал большой популярности и был закрыт через несколько месяцев. В 2014 году совместно с Mediakraft запустил шоу «The Great War» («Великая Война») и в течение четырёх лет рассказывал о событиях и личностях Первой мировой войны. Шоу обрело большую популярность, а канал собрал около миллиона подписчиков. Рубрика о персоналиях войны переводится на русский язык.
Несмотря на намерение Mediakraft продолжить шоу в 2019 году, Найделл принял решение покинуть его и сконцентрироваться на других проектах: авторском «World War Two» (о событиях Второй мировой войны) и «Sabaton History» («История с Sabaton»), совместном с известной шведской метал-группой Sabaton. Как и «Великая Война», шоу «История с Sabaton» получило любительскую русскоязычную озвучку.